# Quiet Riot
Quiet Riot é uma banda norte-americana de heavy metal, formada em Los Angeles no ano de 1973 pelo guitarrista Randy Rhoads e pelo baixista Kelly Garni. Inicialmente, seu nome era Mach 1, depois mudaram para Little Women, e só a partir de 1975 a banda passou a se chamar Quiet Riot. O nome foi inspirado em uma conversa de Rick Parfitt, da banda britânica Status Quo, que em um diálogo com o vocalista Kevin Dubrow, sugeriu que a banda se chamasse Quite Right, mas o sotaque britânico e a voz grave de Parfitt fizeram com que DuBrow entendesse Quiet Riot.
Quiet Riot foi uma das bandas de heavy metal mais importantes dos anos 80. A banda foi incluída na lista das 100 Maiores Bandas de Hard Rock de Todos os Tempos, feita pelo canal de televisão VH1, ficando na 100° posição. Eles também detêm a marca de primeira banda de heavy metal a colocar um álbum no topo da parada musical Billboard 200 (EUA).
A formação original era composta pelo guitarrista Randy Rhoads, o baixista Kelly Garni,  o vocalista Kevin DuBrow e o baterista Drew Forsyth. Entretanto sua linha de frente de maior sucesso comercial consistia em Kevin DuBrow ao lado do guitarrista Carlos Cavazo, o baixista Rudy Sarzo e o baterista Frankie Banali. Com essa formação, a partir do lançamento de Metal Health em 1983, alavancaram uma sequência de álbuns de influência no cenário do heavy metal mundial.
Apesar das várias mudanças em sua linha de frente e breves rompimentos, Quiet Riot continuou a gravar e fazer turnês até a morte de DuBrow em 2007, ocasionada por overdose de cocaína. Porém, mesmo desacreditado, Frankie Banali retomou as atividades da banda em 2010. Em 2020 Frankie morreu após uma longa batalha contra o câncer do pâncreas, e a formação atual é composta pelo vocalista Jizzy Pearl, o baterista Johnny Kelly, o baixista Rudy Sarzo e o guitarrista Alex Grossi. Após oito anos sem trabalhos inéditos, a banda lançou seu novo álbum de estúdio em 2014, intitulado 10, o primeiro com a nova formação desde a morte do Kevin DuBrow.
Atualmente, a banda lançou seu último disco, em 2019, chamado Hollywood Cowboys.

## História

### Primeiros anos (1973-1979)
A banda foi formada inicialmente pelo guitarrista Randy Rhoads, pelo baixista Kelly Garni e pelo vocalista Kevin DuBrow em 1975, que completou sua primeira formação com a entrada do baterista Drew Forsyth. Quiet Riot se tornou uma das bandas de rock mais ativas de Los Angeles na década de 1970, muitas vezes abrindo shows de bandas como Xciter, London e Van Halen em vários clubes da cidade, antes mesmo de assinar qualquer contrato de gravação.
Nesse mesmo ano Quiet Riot gravou seu primeiro single pela Magic Wand Records. Este continha as faixas "Suicidal Show" que era casualmente executada em performances ao vivo; "Just How You Want It" que posteriormente foi regravada e incluída no álbum de estreia da banda; e por último a faixa "West Coast Tryouts" que também foi regravada para o álbum de estreia, porém é listada como "Back to the Coast".
Apesar da dificuldade em encontrar um primeiro contrato de gravação, finalmente em 1977 garantiram um com a Columbia Records, concordando então em lançar seu primeiro álbum no Japão no intuito de realizar uma turnê pelo país asiático. Os quatro membros originais gravaram seu álbum de estreia Quiet Riot em 1977.
Logo depois de lançarem seu primeiro álbum, o vocalista Kevin DuBrow e o baixista Kelly Garni mostraram desavenças entre si, não se entendiam de forma alguma. De acordo com Garni:
"Eu procurava constantemente uma forma de tirá-lo da banda e tentar arrumar um outro vocalista. Eu o odiava, ele me odiava e não conseguíamos encontrar nenhuma forma de se dar bem, o que causou muita tensão na banda e acabou deixando Randy muito pressionado em tentar mostrar-se neutro."
Seu segundo álbum Quiet Riot II, também foi lançado unicamente no Japão em 1978. Logo depois de concluir a gravação, Garni deixou a banda e foi imediatamente substituído por Rudy Sarzo. Garni não foi retratado nem creditado em Quiet Riot II, o álbum credita Sarzo em seu lugar. Na verdade, é possível ver o rosto de Garni riscado com um "x" em um pôster preso a um dos armários de vestiário retratados na capa do álbum.
DuBrow afirmou que este foi o período de maior frustração da banda.

### Saída de Randy Rhoads, nova formação eMetal Health
Frustrado pela saída de Garni, Randy Rhoads desacreditou que a banda pudesse chegar a algum lugar com tantos conflitos, o que contribuiu para que deixasse o Quiet Riot em 1979. DuBrow, Sarzo e Forsyth decidiram continuar com o guitarrista Greg Leon. Após a saída de Rhoads a banda passou a se chamar Dubrow, decisão tomada pelo próprio vocalista e que foi bem aceita pelos demais integrantes.
Em 1979, Rhoads tentou assumir a posição de guitarrista da nova banda do músico Ozzy Osbourne, que acabara de deixar o Black Sabbath para tentar sua carreira solo. Rhoads acabou por conseguir a vaga. Há rumores de que o mesmo foi contratado sem antes fazer qualquer tipo de teste, porque segundo Ozzy ele já "parecia parte da banda". Embora a maioria dos guitarristas de heavy metal dos anos 80 tenham sido influenciados por Eddie Van Halen, Randy Rhoads foi um dos poucos a criar seu próprio estilo, incorporando música clássica em seu modo de tocar.
Em 1981, Rudy Sarzo foi convidado a tocar como baixista de Ozzy Osbourne durante a Blizzard of Ozz Tour, que o convidou por recomendação de Randy Rhoads.

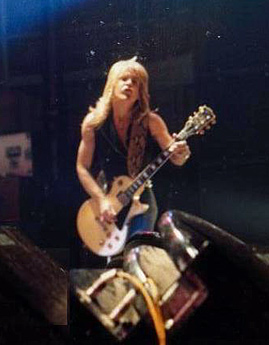
Randy Rhoads em show da banda de Ozzy Osbourne, em 1980.

Rhoads gravou dois álbuns com Ozzy Osbourne, sendo este o último trabalho de sua carreira, que teve um desfecho trágico.
Em 19 de março de 1982, o guitarrista sofreu um acidente aéreo causado imprudentemente pelo motorista da banda de Ozzy Osbourne. O motorista e piloto Andrew Aycock, tinha  licença para vôo –vencida na época– e convidou Rhoads para dar umas voltas de avião. Aycock passou a dar rasantes sobre o ônibus da banda que estava estacionado próximo ao local de pouso. No decorrer da "brincadeira", uma das asas do avião se chocou com o teto do veículo. Ele perdeu o controle da aeronave, que caiu e explodiu matando ambos. Randy Rhoads faleceu aos 25 anos de idade. A morte chocou todos os membros e fãs da banda.
No entanto, Ozzy não foi o único líder arrasado pela morte prematura de Rhoads. O vocalista Kevin DuBrow, dedicou a canção "Thunderbird" para seu grande amigo e ex-colega de banda. A canção seria lançada no próximo álbum de Quiet Riot, que ainda havia de se reestruturar. DuBrow tinha escrito a maior parte da letra antes da passagem de Rhoads, mas acrescentou um verso final após o trágico acidente de avião que levou seu amigo. Em tradução livre:
"Quando tudo que tiver que ser for dito, tudo já estará feito, ainda que eu viva e continue. Não olhe para trás, mas pense em mim, vamos nos encontrar novamente."
Após a tragédia, DuBrow reassumiu o nome "Quiet Riot", nesse momento a banda contava com o baixista Chuck Wright, o guitarrista Carlos Cavazo e o baterista Frankie Banali que já estavam juntos desde a saída de Sarzo em 1981, desta vez em contrato com a Pasha Records em Hollywood, já trabalhando em gravações de estúdio.
Contudo, ainda em 1982, Rudy Sarzo voltou a fazer parte do Quiet Riot ao substituir Chuck Wright que, mesmo com gravações e composições em andamento, deixou o grupo para juntar-se ao projeto musical de seu amigo tecladista Gregg Giuffria. Coincidentemente, Sarzo já havia tocado com Banali em alguns shows da Blizzard of Ozz Tour, que se encerrou em setembro de 1981. Depois de mais de dois anos trabalhando juntos, compondo e gravando, o Quiet Riot contou com a ajuda do produtor Spencer Proffer para em fim conseguir um contrato com a distribuidora CBS Records nas Américas.
Em 11 de março de 1983, foi finalmente lançado seu terceiro álbum de estúdio Metal Health, desta vez em escala mundial. Esta foi a estreia de Quiet Riot em seu país natal e na América do Norte. Metal Health invadiu as paradas dos EUA. Seu sucesso explosivo impressionou todos os membros da banda, mais do que seus críticos e fãs recém-descobertos.
A faixa-título, "Metal Health", que presta voz à cultura headbanger, foi lançada como o primeiro single do álbum e alcançou a 31º posição na Billboard Hot 100, fato atribuído a sua aparição no filme Footloose, cuja trilha sonora foi indicada ao Grammy. O videoclipe de "Metal Health" bateu "Synchronicity" de The Police, e ficou por uma semana em primeiro lugar na MTV.
Seu segundo single, a canção "Cum On Feel the Noize", clássico da banda britânica Slade, permaneceu por duas semanas na 5º posição da Billboard, sendo essa a primeira música de heavy metal a entrar no top 5, até o momento nenhuma outra canção do gênero havia ocupado uma melhor posição. O videoclipe do single foi massivamente executado na MTV o que foi crucial à popularidade da banda.
O sucesso de "Cum On Feel the Noize" e "Metal Health" ajudou a levar Quiet Riot ao topo da parada de álbuns dos Estados Unidos. Metal Health permaneceu na 1º posição durante seis semanas, batendo o álbum Thriller de Michael Jackson. Com este fato, tornou-se o primeiro álbum de heavy metal a liderar o chart da Billboard. O álbum vendeu mais de 6 milhões de cópias nos Estados Unidos e conquistou platina tripla no Canadá.
Outro destaque ocorreu em maio de 1983, quando Quiet Riot foi convidado a fazer a abertura do US Festival, um concerto dividido em quatro dias iniciado no fim de semana de comemoração do feriado Memorial Day. Quiet Riot tocou no "Dia de Heavy Metal", este foi o dia mais popular do festival, contando com a presença de mais de 300.000 pessoas. Nesse momento, após sua passagem pelo festival, o Quiet Riot era creditada como "a maior banda de rock do mundo" pela crítica norte-americana.
Ainda em 1983, o grupo serviu de apoio à banda Black Sabbath durante sua passagem pela América do Norte na Born Again Tour. De outubro à novembro, o Quiet Riot fez a abertura de vinte e quatro shows na primeira onda da Born Again Tour nos Estados Unidos.

### Novos trabalhos, declínio constante e saída de Kevin DuBrow
Com menos de um ano de sua estreia no Continente Americano, o Quiet Riot lança seu quarto álbum de estúdio, Condition Critical, em 1984. Apesar de ser uma das maiores referências da banda, Condition Critical não satisfez a crítica norte-americana, apesar de atingir um número comercial relativo. O álbum vendeu cerca de três milhões de cópias e atingiu a 15° posição no rank de álbuns da Billboard, o que são números decadentes quando comparados ao lançamento anterior.
No entanto, não foi só o desempenho de Condition Critical que fez com que a crítica o comparasse com o álbum antecessor. Assim como em Metal Health, o novo álbum também continha uma versão cover da banda Slade, o single "Mama Weer All Crazee Now", alargando as críticas negativas do álbum.
As tiradas de DuBrow levaram a reações dos fãs e confrontos na mídia com várias outras bandas de metal de Los Angeles, o que resultou na saída de Rudy Sarzo do grupo, em março de 1985.  Após as audições, Kjel Benner foi contratado para completar a formação para as previamente agendadas datas da turnê sul-americana, em abril de 1985.  Apesar de qualquer ressentimento persistente entre DuBrow e Sarzo, o baixista voltou brevemente a seus ex-companheiros de banda, em maio de 1985, para as sessões de Hear 'n Aid, um projeto de caridade, liderado por Ronnie James Dio, para arrecadar dinheiro para alívio da fome na África. Sarzo ressurgiu com o ex-colega da banda de Ozzy Osbourne, Tommy Aldridge, dois anos depois, no Whitesnake, em turnê de apoio ao enorme sucesso do álbum de 1987 autointitulado. 
Sarzo foi substituído permanentemente no Quiet Riot por um Chuck Wright reintegrado, após cinco anos de ausência da banda, e o grupo adicionou temporariamente o tecladista John Purdell para a turnê de 1986. Naquele ano, o álbum QR III foi lançado e se tornou outra decepção comercial. [ citação necessária ]
Cansado das palhaçadas de DuBrow e da pressão do empresário e da gravadora da banda, o resto do Quiet Riot demitiu DuBrow de sua própria banda, em fevereiro de 1987, e o substituiu pelo ex-vocalista do Rough Cutt, Paul Shortino, não ficando mais nenhum membro original. Chuck Wright deixou a banda logo em seguida e Sarzo foi convidado. Este retornou e, embora tecnicamente estivesse de volta à banda, e até mesmo aparecesse em algumas fotos da imprensa para esta breve ligação, o baixista também estava comprometido com o Whitesnake na época e não pôde continuar. O grupo, então, recrutou Sean McNabb como o novo baixista. A banda renovada lançou seu sexto álbum de estúdio, QR (também conhecido como QR IV ou Quiet Riot), em outubro de 1988. A única canção importante do disco foi "Stay With Me Tonight", que chegou a fazer certo sucesso, mas o álbum não conseguiu devolver à banda a glória comercial dos anteriores. Um show no Japão dessa turnê foi lançado posteriormente em um DVD intitulado '89 Live in Japan . Kevin Dubrow entrou na justiça para manter o controle sobre o nome da banda e os demais integrantes não poderem mais se apresentar com o nome Quiet Riot. Por conta disso, a banda teve que se separar à força, em abril de 1989.

## Integrantes

### Formação atual
- Jizzy Pearl – Vocais (2013 - 2016; 2019 - presente)
- Alex Grossi – guitarra, backing vocals (2004-06, 2007, 2010–hoje)
- Rudy Sarzo – Baixo, backing vocals (1978–1980, 1982–1985, 1997–2003, 2020 - presente)
- Johnny Kelly - Bateria (2020 - presente)

### Membros antigos
| Vocalistas - Kevin DuBrow (1975–80, 1982-87, 1990–03, 2004–07; morreu em 2007) - Paul Shortino (1987–1989, 2002) - Mark Huff (2010-2012) - Keith St. John (2012) - Scott Vokoun (2012–2013) - Jizzy Pearl (2013–2016) Guitarristas - Randy Rhoads (1975–1979; morreu em 1982) - Greg Leon (1979-1980) - Carlos Cavazo (1982–1989, 1990–2003) - Tracii Guns (2005) - Billy Morris (2006) - Neil Citron (2006-2007) | Baixistas - Kelly Garni (1975–1978) - Gary VanDyke (1979-1981) - Sean McNabb (1987–1989, 2006) - Kenny Hillery (1990–1994; morreu em 1996) - Wayne Carver (2006) - Tony Franklin (2006-2007) - Chuck Wright (1981-1982, 1985-1987, 1994-1997, 2004-2006, 2010-2022) Bateristas - Frankie Banali – bateria, percussão (1982–89, 1993–03, 2004–07, 2010–2020; morreu em 2020) Tecladistas (músicos de apoio) - John Purdell – (1986) - Jimmy Waldo – (1989) |

## Discografia
| - Quiet Riot (1978) - Quiet Riot II (1978) - Metal Health (1983) - Condition Critical (1984) - QR III (1986) - QR (1988) - Terrified (1993) - Down to the Bone (1995) - Alive and Well (1999) - Guilty Pleasures (2001) - Rehab (2006) - Quiet Riot 10 (2014) - "Road Rage" (2017) - Live at the US Festival, 1983 (2012) - The Best of Quiet Riot (1989) - Winners Take All (1990) - The Randy Rhoads Years (1993) - Greatest Hits (1996) - Super Hits (1999) - The Collection (2000) - Live & Rare Volume 1 (2005) - Extended Versions (2007) - Greatest Hits (2007) - Playlist: The Very Best of Quiet Riot (2008) - Setlist: The Very Best of Quiet Riot LIVE (2013) | - "Suicidal Show" (1975) - "It's Not So Funny" (1977) - "Killer Girls" (1978) - "Metal Health" (1983) - "Cum On Feel the Noize" (1983) - "Slick Black Cadillac" (1983) - "Bad Boy" (1984) - "Mama Weer All Crazee Now" (1984) - "Party All Night" (1984) - "Winners Take All" (1984) - "The Wild and the Young" (1986) - "Twilight Hotel" (1986) - "Stay with Me Tonight" (1988) - "Itchycoo Park" (1993) - "Little Angel" (1993) - Bang Thy Head (1998) - Live in the 21st Century (2003) - '89 Live in Japan (2004) - Live at the US Festival 1983 (2012) - Well Now You're Here, There's No Way Back (2014) - "Metal Health" (1983) - "Cum On Feel the Noize" (1983) - "Mama Weer All Crazee Now" (1984) - "Party All Night" (1984) - "The Wild and the Young" (1986) - "Twilight Hotel" (1986) - "Stay with Me Tonight" (1988) - "Picking Up the Pieces" (1993) |